# Metoecis
Metoecis is een geslacht van vlinders van de familie snuitmotten (Pyralidae), uit de onderfamilie Phycitinae.

## Soorten
- M. carnifex (Coquerel, 1855)
- M. vorax de Joannis, 1900